# Oonopoides pilosus
Oonopoides pilosus là một loài nhện trong họ Oonopidae.
Loài này thuộc chi Oonopoides. Oonopoides pilosus được miêu tả năm 1983 bởi Dumitrescu & Georgescu.